# Valhall
Valhall est un important gisement pétrolier norvégien, situé en mer du Nord.

## Localisation
Le gisement est situé en mer du Nord, non loin de la frontière avec le Danemark et la Grande-Bretagne. Il se situe au sud d'Ekofisk, l'un des plus importants gisements de pétrole norvégiens et est relié à celui-ci par un oléoduc pour le transport des hydrocarbures produits,.